# Kościół św. Małgorzaty w Szubinie
Kościół świętej Małgorzaty – rzymskokatolicki kościół cmentarny znajdujący się w Szubinie, w województwie kujawsko-pomorskim. Należy do parafii św. Marcina.
Świątynia wzniesiona w 1748 roku, z fundacji Weroniki Mycielskiej, kasztelanowej poznańskiej, remontowana latach 1945–1948, 1959 i 2002.
Budynek orientowany, wzniesiony w konstrukcji zrębowej. Prezbiterium mniejsze w stosunku do nawy, zamknięte trójbocznie. Wieża na planie kwadratu z przodu, nadbudowana nad nawą. Zwieńcza ją ośmiokątny, cebulasty blaszany dach hełmowy z latarnią. Wejścia z przodu i z boku nawy nakryte małymi daszkami. Dach jednokalenicowy, kryty dachówką. Wnętrze nakryte stropem płaskim obejmującym nawę i prezbiterium. Chór muzyczny podparty dwoma słupami. Ołtarz główny i ambona reprezentują styl rokokowy i pochodzą z 2 połowy XVIII wieku. Kropielnica wykonana z kamienia.

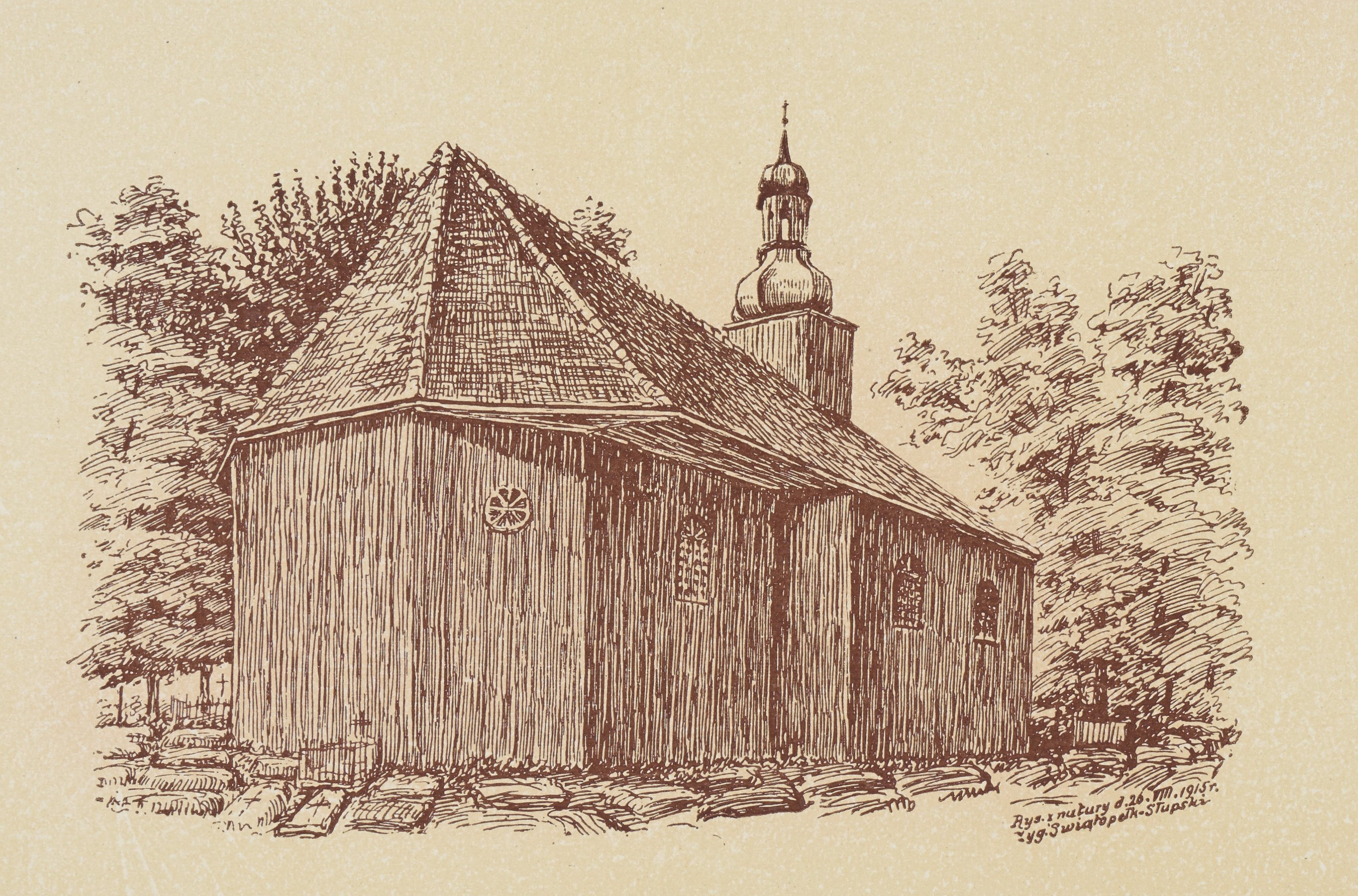
Kościół – 1916 rok